# Pomiar propagacji fal radiowych
Pomiar propagacji fal radiowych (pokrycia radiowego) – badanie, które służy do określenia dostępności i natężenia sygnału bezprzewodowej sieci na obszarze objętym oceną.
Pomiar propagacji fal radiowych najczęściej jest jednym z pierwszych etapów projektowania sieci bezprzewodowej w budynku lub na obszarze otwartym.
Pomiar propagacji fal radiowych pomaga w wyznaczeniu najlepszych miejsc do instalacji bezprzewodowych (punktów dostępowych), które pozwolą osiągnąć odpowiednią jakość sygnału do przesyłania danych pomiędzy punktami dostępowymi a końcowymi użytkownikami sieci. Pomiary umożliwiają również wybór optymalnych urządzeń i akcesoriów takich jak punkty dostępowe, anteny czy uchwyty do budowy sieci.

## Techniki pomiarów propagacji fal radiowych
Wyróżnia się dwa rodzaje pomiaru pokrycia radiowego:
- symulacja pokrycia. Przeprowadza się ją przy pomocy specjalistycznego oprogramowania do symulacji propagacji fal radiowych. W tym celu do komputera wprowadza się dane rzeczywistego obiektu (rozmiary pomieszczenia, umiejscowienie ścian, stropów i innych elementów takich jak meble czy windy). Na planie budynku rozmieszcza się punkty dostępowe różnych producentów i anten wraz ze wzorcami propagacji sygnału w pionie i poziomie. Oprogramowanie na podstawie zebranych danych tworzy mapę pokrycia falami radiowymi[4].
- pomiar w rzeczywistym środowisku. Badanie przeprowadzane jest w miejscu, w którym będzie projektowana sieć WLAN. Do tego typu pomiaru wykorzystuje się specjalistyczny sprzęt pomiarowy oraz zestaw punktów dostępowych i anten w standardzie 802.11 a/b/g/n/ac – tych samych lub podobnych, do tych jakie będą instalowane w danym budynku. Pomiarowiec przemieszcza się po obiekcie ze profesjonalnym sprzętem i sprawdza natężeniem sygnału w poszczególnych jego obszarach[5].

W praktyce do pomiaru propagacji fal wykorzystywane są oba typy: symulacja pokrycia, jak i pomiary w rzeczywistym środowisku.